# Montserrat Fernández Garrido
Montserrat Fernández Garrido (Barcelona, 1954) es una abogada, dirigente feminista, activista de la memoria histórica y escritora española. Fue fundadora del Partido Feminista de España y del Club Vindicación Feminista de Barcelona.

## Trayectoria
Nació en Barcelona y es hija de Maria Garrido Martíny de Antonio Fernández López, de Colomera y de Motril, respectivamente. Ambos provenían de familias muy pobres y represaliadas políticamente por ser defensores de la Segunda República. Su abuelo materno, Juan Garrido Donaire, alias Ollafría, fue miembro de la Unión General de Trabajadores (UGT) de Colomera y próximo al Partido Comunista de España (PCE). Además, fue guerrillero y jefe de la partida de maquis de la Sierra de Parapanda, en la provincia de Granada, que luchó durante años contra el franquismo. En 1949, fue asediado por la Guardia Civil pero logró huir a Marruecos, aunque finalmente toda la familia fue encarcelada, incluida María, la hija menor de edad. Su padre, Antonio, fue condenado a doce años de cárcel. Consiguieron emigrar a Badalona en 1951, donde vivieron en una barraca, sin ningún servicio básico, situada en el paraje conocido como el Turó d'en Caritg del barrio de La Salut.
Fernández no acudió a la escuela hasta los ocho años, aunque su padre le había enseñado los conocimientos básicos. De los ocho a los quince años, estudió comercio y, nada más terminar, encontró su primer trabajo de administrativa. Mientras trabajaba, estudiaba en horario nocturno, consiguiendo los títulos de graduada en Educación Secundaria Obligatoria, Secretariado de Alta Dirección y algunos cursos de inglés. En 1969, la familia comenzó a vivir en un piso del barrio de San Roque.
Desde muy joven colaboró con el Partido Socialista Unificado de Cataluña (PSUC) y fue miembro de la Organización Feminista Revolucionaria. En 1978, fue contratada como secretaria de la abogada y escritora Lidia Falcón y, entre otros trabajos, se encargó de la publicidad de la revista Vindicación Feminista, que dirigía la periodista Carmen Alcalde. En la revista Vindicación Feminista publicó algunos artículos, junto a autoras como Montserrat Roig, Carmen Sarmiento, Magda Oranich, Rosa Montero o Maruja Torres, con fotografías de Colita y Pilar Aymerich.
Tras este primer periodo, en 1979, Lidia Falcón, Montserrat Fernández Garrido, Carmen Sarmiento y Elvira Siurana, entre otras, fundaron el Partido Feminista de España, aunque no fue legalizado hasta 1981. Fue después del Congreso de 1983 cuando Montserrat Fernández Garrido formó parte de la nueva ejecutiva. También colaboró en la revista teórica del partido Poder y Libertad. En 1985, cuando Lidia Falcón y Elvira Siurana se trasladaron a Madrid, se quedó como coordinadora y administradora del despacho y del "Gabinete Jurídico y Psicológico para la mujer", un programa piloto en España, formado por abogadas, psicólogas, tanto de adultas como de menores, una trabajadora social y una ginecóloga.
A los treinta y tres años se matriculó en Derecho en la Facultad de Derecho y, una vez terminada la carrera, siguió como abogada y socia del Gabinete hasta el 2003. Cuando Lidia Falcón regresó de Madrid, se estableció por cuenta propia, en la especialidad de derecho de familia, infancia y mediación. Además, ha sido profesora del Máster de Derecho de familia e Infancia de la Universidad de Barcelona, y presidenta y vicepresidenta de la Comisión para la igualdad de los nuevos modelos de familia del Colegio de la Abogacía de Barcelona.
Fernández es fundadora y miembro de la European Women Lawyer Association, patrona de la Fundación internacional Olof Palme y dirigente de Asociaciones de Mujeres Juristas. Ha participado en congresos en todo el mundo, por su concienciación con el problema de los abusos a menores, en el trabajo doméstico, maltrato, prostitución, proxenetismo y tráfico de mujeres y niños.
Teniendo presentes sus orígenes, en 2021 publicó el libro Tres generaciones rebeldes, con prólogo de Antonina Rodrigo y Carmen Alcalde, donde documenta las represalias familiares durante la Guerra civil y la posguerra. También ha participado en actos, homenajes y divulgación de la memoria histórica, sobre todo en clave femenina.

## Obra
- 2021 – Tres generaciones rebeldes. La historia del maquis Ollafría contada por su nieta y la lucha por la libertad de las mujeres. Editorial Carena. ISBN 978-8418323829.